# Anaktorion
Anaktorion – kolonia Koryntu nad Morzem Jońskim. Założona w roku 625 p.n.e., w czasie wielkiej kolonizacji, przez jednego z synów Kypselosa – tyrana Koryntu.